# براكسيتيليز

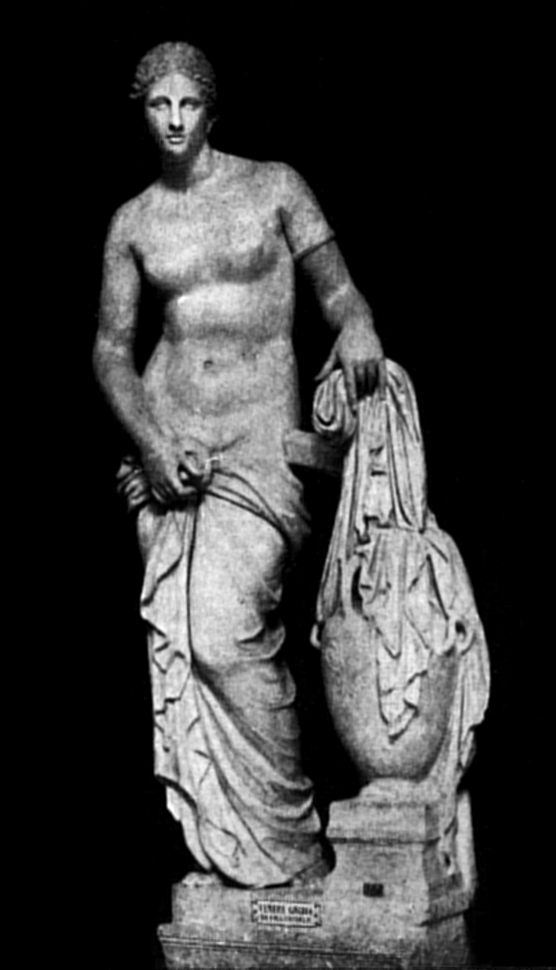
تمثال «أفروديت» الذي كانَ نموذجه مَعشوقَته فريني.

براكسيتيليز (القرن الرابع قبل الميلاد) هو نحات أثيني.
أشهر آثاره تمثال «أفروديت» الذي قال بلينيوس الأرشد إنه أعظم تمثال في الدنيا.